# WCW Spring Stampede
Spring Stampede fue un evento pay-per-view de lucha libre profesional producido por la World Championship Wrestling. Tuvo lugar durante el mes de abril de 1994 y desde 1997 hasta el 2000.

## 1994
Spring Stampede 1994 tuvo lugar el 17 de abril de 1994 desde el Rosemont Horizon en Rosemont, Illinois.
- Dark match: Danny Bonaduce derrotó Christopher Knight
- Dark match: Pat Tanaka y Haito derrotaron a Kevin Sullivan y Dave Sullivan
- Johnny B. Badd derrotó Diamond Dallas Page (con The Diamond Doll) (5:55)
  - Badd cubrió a Page con un "Sunset Flip".
- El Campeón Mundial de la Televisión de la WCW Lord Steven Regal (con Sir William) y Brian Pillman terminaron sin resultado (15:00)
  - La pelea fue declarada empate después de 15 minutos de combate.
  - Como resultado, Regal retuvo el campeonato.
- The Nasty Boys (Brian Knobbs y Jerry Sags) derrotaron a Cactus Jack y Maxx Payne en un Chicago Street Fight reteniendo el Campeonato Mundial en Parejas de la WCW (8:54)
  - Sags cubrió a Jack después de golpearle con una pala.
- Steve Austin (con Colonel Robert Parker) derrotó a The Great Muta por descalificación reteniendo el Campeonato Peso Pesado de los Estados Unidos de la WCW (16:20)
  - Muta fue descalificado después de lanzar a Austin desde la tercera cuerda.
- Sting derrotó a Rick Rude ganando el Campeonato Internacional Mundial Peso Pesado de la WCW (12:50)
  - Sting cubrió a Rude después de que Harley Race golpease a Rude con una silla.
- Bunkhouse Buck (con Colonel Robert Parker) derrotó a Dustin Rhodes en un Bunkhouse match (14:11)
  - Buck cubrió a Rhodes después de golpearle con un puño americano.
- Vader (con Harley Race) derrotó a The Boss (9:02)
  - Vader cubrió a Boss después de un "Vadersault".
- El Campeón Mundial Peso Pesado de la WCW Ric Flair y Ricky Steamboat terminaron sin resultado (32:23)
  - El combate terminó con doble cuenta.
  - Como resultado, el Campeonato Mundial Peso Pesado de la WCW quedó vacante.

## 1997
Spring Stampede 1997 tuvo lugar el 6 de abril de 1997 desde el Tupelo Coliseum en Tupelo, Misisipi.
- Rey Misterio, Jr. derrotó a Último Dragón (14:55)
  - Misterio cubrió a Dragon con un "Hurricanrana".
- Akira Hokuto derrotó a Madusa reteniendo el Campeonato Femenino de la WCW (5:13)
  - Hokuto cubrió a Madusa después de que Luna Vachon lesionase a Madusa en un intento de "Powerbomb".
- Prince Iaukea derrotó a Lord Steven Regal reteniendo el Campeonato Mundial de la Televisión de la WCW (10:01)
  - Iaukea cubrió a Regal con un "Hurricanrana".
- The Public Enemy (Rocco Rock y Johnny Grunge) derrotaron a Steve McMichael y Jeff Jarrett (con Debra) (10:42)
  - Grunge cubrió a Jarrett después de que Rocco Rock golpease a Jarret con un maletín de acero.
- El WCW United States Champion Dean Malenko y Chris Benoit (con Woman) terminaron sin resultado (17:53)
- Kevin Nash (con Syxx y Ted DiBiase) derrotó a Rick Steiner reteniendo el Campeonato Mundial en Parejas de la WCW (10:20)
  - Nash cubrió a Steiner después de 4 "Snake Eyes" sobre el turnbuckle.
  - Originalmente el combate era The Outsiders vs. The Steiner Brothers, pero Scott Hall no asistió al evento y Scott Steiner fue "arrestado" antes del evento.
- Lex Luger derrotó a The Giant, Booker T y Stevie Ray en un Four Corners match (18:18)
  - Luger forzó a Ray a rendirse con un "Torture Rack"
  - Como resultado, Luger se convirtió en el contendiente Nº 1 al Campeonato Mundial Peso Pesado de la WCW.
- Diamond Dallas Page (con Kimberly Page) derrotó a Randy Savage (con Miss Elizabeth) en un No Disqualification match (15:38)
  - Page cubrió a Savage después de un Diamond Cutter.

## 1998
Spring Stampede 1998 tuvo lugar el 19 de abril de 1998 desde el Denver Coliseum en Denver, Colorado.
- Goldberg derrotó a Saturn (con Kidman) (8:10)
  - Goldberg cubrió a Saturn después de un "Jackhammer".
- Último Dragón derrotó a Chavo Guerrero, Jr. (con Eddie Guerrero) (11:49)
  - Dragon forzó a Chavo a rendirse con un "Dragon Sleeper".
- Booker T derrotó a Chris Benoit reteniendo el Campeonato Mundial de la Televisión (14:11)
  - Booker cubrió a Benoit después de un "Harlem Sidekick".
- Curt Hennig (con Rick Rude) derrotó a The British Bulldog (con Jim Neidhart) (4:48)
  - Hennig cubrió a Bulldog después de un "Slam" sobre el turnbuckle.
  - Durante el combate, Rick Rude fue esposado por Neidhart para evitar que interfiriera.
- Chris Jericho derrotó a Prince Iaukea reteniendo el Campeonato Peso Crucero de la WCW (9:55)
  - Jericho forzó a Iaukea a rendirse con un "Liontamer".
- Rick Steiner y Lex Luger derrotaron a Scott Steiner y Buff Bagwell (5:58)
  - Luger forzó a Bagwell a rendirse con un "Torture Rack".
- Psicosis derrotó a La Parka (6:59)
  - Psicosis cubrió a Parka después de un "Psycho Guillotine".
- Hollywood Hogan y Kevin Nash derrotaron a Roddy Piper y The Giant en un Baseball Bat on a Pole match (13:23)
  - Hogan cubrió a Piper después de golpearle con un bate.
  - Tras el combate, Hogan atacó a Nash con el bate.
- Raven derrotó a Diamond Dallas Page en un Raven's Rules match ganando el Campeonato Peso Pesado de los Estados Unidos de la WCW (11:52)
  - Raven cubrió a Page después de un "Evenflow DDT".
- Randy Savage (con Miss Elizabeth) derrotó a Sting en un No Disqualification match ganando el Campeonato Mundial Peso Pesado de la WCW (10:08)
  - Savage cubrió a Sting después de un "Jacknife Powerbomb" de Kevin Nash.

## 1999
Spring Stampede 1999 tuvo lugar el 11 de abril de 1999 desde el Tacoma Dome en Tacoma, Washington.
- Juventud Guerrera derrotó a Blitzkrieg convirtiéndose en el contendiente Nº 1 al Campeonato Peso Crucero de la WCW (11:11)
  - Guerrera cubrió a Blitzkrieg después de un "Juvi Driver" desde la tercera cuerda.
- Bam Bam Bigelow derrotó a Hak (con Chastity) en un Hardcore match (11:33)
  - Bigelow cubrió a Hak después de un "Death Valley Driver" sobre una mesa.
- Scotty Riggs derrotó a Mikey Whipwreck (7:03)
  - Riggs cubrió a Whipwreck después de un "Clothesline".
- Konnan derrotó a Disco Inferno (9:17)
  - Konnan cubrió a Inferno después de un "Last Dance".
- Rey Mysterio, Jr. derrotó a Billy Kidman reteniendo el Campeonato Peso Crucero de la WCW (15:32)
  - Mysterio cubrió a Kidman con un "Hurricanrana".
- Chris Benoit y Dean Malenko (con Arn Anderson) derrotaron a Raven y Saturn (14:11)
  - Malenko cubrió a Raven después de un "Diving Headbutt" de Benoit.
- Scott Steiner derrotó a Booker T ganando el Campeonato Peso Pesado de los Estados Unidos de la WCW (15:37)
  - Steiner cubrió a Booker después de golpearle con un objeto.
  - Este combate fue la final de un torneo para coronar al nuevo Campeón de los Estados Unidos.
- Goldberg derrotó a Kevin Nash (con Lex Luger y Miss Elizabeth) (7:44)
  - Goldberg cubrió a Nash después de un "Jackhammer".
- Diamond Dallas Page derrotó a Ric Flair (c), Hollywood Hogan y Sting (con Randy Savage como Special Guest Referee) en un Four Corners match ganando el Campeonato Mundial Peso Pesado de la WCW (17:27)
  - Page cubrió a Flair después de un "Diamond Cutter" y un "Elbow Drop" de Savage.

## 2000
Spring Stampede 2000 tuvo lugar el 16 de abril del 2000 desde el United Center en Chicago, Illinois.
- Semifinal por el Campeonato en Mundial en Parejas: Team Package (Ric Flair y Lex Luger) (con Miss Elizabeth) derrotaron a The Harris Brothers (Ron y Don) y The Mamalukes (Johnny the Bull y Big Vito) (con Disco Inferno) en un Handicap match (6:11)
  - Luger forzó a Johnny a rendirse con un "Torture Rack".
- Mancow (con Al Roker, Jr., Turd, the Bartender y Brian the Whipping Boy) derrotaron Jimmy Hart (2:48)
  - Mancow cubrió a Hart después de golpearle con una silla de acero.
- Cuartos de final por el Campeonato Peso Pesado de los Estados Unidos: Scott Steiner derrotó a The Wall por descalificación (3:53)
  - Wall fue descalificado después de aplicar un Chokeslam al árbitro sobre una mesa.
- Cuartos de final por el Campeonato Peso Pesado de los Estados Unidos: Mike Awesome derrotó a Ernest Miller (4:00)
  - Awesome cubrió a Miller después de un "Frog Splash".
- Semifinal por el Campeonato en Mundial en Parejas: Shane Douglas y Buff Bagwell derrotaron a Harlem Heat 2000 (Stevie Ray y Big T) (con J. Biggs y Cash) (2:41)
  - Douglas cubrió a Ray después de un "Pittsburgh Plunge".
- Cuartos de final por el Campeonato Peso Pesado de los Estados Unidos: Sting derrotó a Booker T (6:34)
  - Sting cubrió a Booker después de un "Scorpion Deathdrop".
- Cuartos de final por el Campeonato Peso Pesado de los Estados Unidos: Vampiro derrotó a Billy Kidman (con Torrie Wilson) (8:28)
  - Vampiro cubrió a Kidman después de un "Bodyslam" de Hulk Hogan.
- Terry Funk derrotó a Norman Smiley ganando el Campeonato Hardcore de la WCW (8:02)
  - Funk pinned Smiley después de golpearle con una escalera.
- Semifinal por el Campeonato Peso Pesado de los Estados Unidos: Scott Steiner derrotó a Mike Awesome (3:14)
  - Steiner forzó a Awesome a rendirse con un "Steiner Recliner".
- Semifinal por el Campeonato Peso Pesado de los Estados Unidos: Sting derrotó a Vampiro (5:59)
  - Sting forzó a Vampiro a rendirse con un "Scorpion Deathlock".
- Chris Candido (con Tammy Lynn Sytch) derrotó a The Artist (con Paisley), Juventud Guerrera, Shannon Moore (con Shane Helms), Lash LeRoux y Crowbar (con Daffney) en un Suicide Six-Way match ganando el Campeonato Peso Crucero de la WCW (5:12)
  - Candido cubrió a The Artist después de que Tammy Lynn Sytch espujase a The Artist desde la tercera cuerda.
- Final por el Campeonato en Mundial en Parejas: Shane Douglas y Buff Bagwell (con Vince Russo) derrotaron a Team Package (Ric Flair y Lex Luger) ganando el Campeonato Mundial en Parejas de la WCW (8:29)
  - Bagwell cubrió a Luger después de que KroniK atacase a Flair y Luger.
- Final por el Campeonato Peso Pesado de los Estados Unidos: Scott Steiner derrotó a Sting ganando el Campeonato Peso Pesado de la WCW (5:33)
  - Steiner ganó cuando Sting se desmayó mientras le aplicaba un "Steiner Recliner".
- Final por el Campeonato Mundial Peso Pesado: Jeff Jarrett derrotó a Diamond Dallas Page (con Kimberly Page) ganando el Campeonato Mundial Peso Pesado de la WCW (15:02)
  - Jarrett cubrió a Page después de un "Stroke".